# シルヴァー・ン・ブラス
『シルヴァー・ン・ブラス』（Silver 'n Brass）は、アメリカ合衆国のジャズ・ピアニスト、ホレス・シルヴァーが1975年に録音・発表したスタジオ・アルバム。

## 解説
「シルヴァー・ン・…」と冠された5連作の第1弾アルバムに当たり、また、新メンバーのトム・ハレルとボブ・バーグが参加した初のアルバムでもある。シルヴァーによるスタジオ録音としては2年2か月ぶりとなるセッションに、ウェイド・マーカスのアレンジによるアンサンブル（トランペット、フリューゲルホルン、トロンボーン、フレンチホルン、サクソフォーン、フルート）がオーバー・ダビングされた。
スコット・ヤナウはオールミュージックにおいて5点満点中3点を付け「タッド・ダメロンに捧げられた"Dameron's Dance"、デューク・エリントンに捧げられた"The Sophisticated Hippie"といった曲もあるが、音楽的にはシルヴァーらしいファンキーなハード・バップである」と評している。

## 収録曲
全曲ともホレス・シルヴァー作。
1. キッシン・カズンズ - "Kissin' Cousins" - 7:57
2. バーバラ - "Barbara" - 7:39
3. ダメロンズ・ダンス - "Dameron's Dance" - 5:22
4. ザ・ソフィスケイテッド・ヒッピー - "The Sophisticated Hippie" - 7:07
5. アジャストメント - "Adjustment" - 5:21
6. ミスティシズム - "Mysticism" - 8:08

## 参加ミュージシャン
- ホレス・シルヴァー - ピアノ
- トム・ハレル（英語版） - トランペット
- ボブ・バーグ - テナー・サクソフォーン
- ボブ・クランショウ（英語版） - エレクトリックベース(on #1, #4)
- ロン・カーター - ベース(on #2, #3, #5, #6)
- バーナード・パーディ - ドラムス(on #1, #4)
- アル・フォスター - ドラムス(on #2, #3, #5, #6)

下記のミュージシャンはオーバー・ダビングのみ参加。
- ウェイド・マーカス（英語版） - アレンジ
- オスカー・ブラッシャー、ボビー・ブライアント - トランペット、フリューゲルホルン
- フランク・ロソリーノ - トロンボーン
- モーリス・スピアーズ - バストロンボーン
- ヴィンス・デ・ローザ - フレンチホルン
- ジェローム・リチャードソン - フルート、ソプラノ・サクソフォーン、アルト・サクソフォーン
- バディ・コレット - フルート、アルト・サクソフォーン